# Salpis mutabilis
Salpis mutabilis là một loài bướm đêm trong họ Geometridae.